# موزلم اسپرینگز (پنسیلوانیا)
موزلم اسپرینگز (به انگلیسی: Moselem Springs) یک منطقهٔ مسکونی در ایالات متحده آمریکا است که در پنسیلوانیا واقع شده‌است. موزلم اسپرینگز ۱۲۸٫۹۳ متر بالاتر از سطح دریا واقع شده‌است.